# Vladimír Pilař
Vladimír Pilař (20. dubna 1926 Hradec Králové – 16. září 2008 Hradec Králové) byl český houslař.

## Rodina
Narodil se do houslařské rodiny původem z Podkrkonoší. Vladimírův prastrýc Antonín Pilař ze Staré Paky odešel do Berlína, kde založil firmu Anton Pilar. Také o generaci mladší houslař (Antonínův synovec) Karel Pilař (1899–1985), původem ze Staré Paky, cestoval po Evropě a získával cenné zkušenosti. Dva roky působil u svého strýce v německém Berlíně, následně v Praze a poté byl Josefem Vedralem pozván do nizozemského Haagu. V roce 1924 se Karlovi naskytla příležitost převzít krámek v Husově ulici v Hradci Králové. O dva roky se Karlovi narodil syn Vladimír. Vladimír se později u otce vyučil houslařem a společně pracovali až do otcovy smrti v roce 1985. V tradici houslařství pokračuje jeho syn Tomáš (narozen 1954, vyučil se u svého otce Vladimíra v letech 1969–1973) i vnučka Šárka.

## Život
Nejprve studoval hru na housle (u Karla Hršela) a na flétnu (u Zdeňka Stoklasy). V mládí se několikrát postavil i na podium jako houslista, když vystupoval v rámci do tehdy amatérské hradecké filharmonie. Hrál první flétnu. Účinkoval i v Lidové opeře. V amatérských souborech hrál až do roku 1965.
Již v letech 1941–1945 se ale vyučil u svého otce houslařem. Tovaryšské zkoušky se svým prvním nástrojem složil v roce 1945. Byl známý svou důkladností a přesnou dokumentací. Věnoval se ladění desek, kvalitou rezonančního dřeva i laku.
Postupem času se zařadil mezi špičkové české a později i světové houslaře. Vyráběl nástroje, které byly žádané po celém světě a úspěšně se zúčastnil mnoha mezinárodních houslařských soutěží. Podnikl studijní cesty do Anglie, Nizozemska, Itálie, Německa, Polska, Sovětského svazu, Švédska, USA, Kanady i Japonska. Na jeho nástroje se hraje v mnoha zemích světa. Mezi české umělce vystupující s Pilařovými houslemi patřili a patří např. Josef Suk, Václav Hudeček či Jaroslav Svěcený, jehož první mistrovské housle mu koupil dědeček v roce 1969 právě od Pilaře. Uvádí se, že zvlášť vynikající jsou po tónové i výtvarné stránce Pilařovy nástroje z 60. let 20. století. Za svůj život Pilař vyrobil a připravil přes 400 hudebních nástrojů. Prováděl i restaurátorské práce. U příležitosti svých 80. narozenin věnoval Filharmonii v Hradci Králové jeden ze svých mistrovských nástrojů.
Ateliér měl nejprve na Dukelské třídě, později v domě v Čechově ulici. V ateliéru pracoval šest dní v týdnu dvanáct hodin denně. V jeho dílně na stáži bylo asi 13 zahraničních houslařů.
V roce 1959 se stal členem Kruhu umělců houslařů. Byl také členem mezinárodních houslařských porot, výboru Kruhu houslařů, Asociace hudebních umělců a vědců i členem Svazu německých houslařů. Od roku 1992 byl členem Rotary klubu, na jehož akcích pravidelně fotografoval a dokumentoval.

## Ocenění
V roce 1977 mu byl udělen titul Zasloužilý pracovník kultury a v roce 1981 Zasloužilý umělec.
V letech 1996, 1997 i 1998 byl navržen na Kulturní cenu města Hradce Králové, v roce 1998 na Cenu Františka Ulricha a roku 2000 na cenu Primus inter pares. Laureátem Ceny Františka Ulricha se nakonec stal v roce 2000.
Dne 28. března 2006 byl jmenován čestným občanem Hradce Králové.

## Dílo
Umění houslařů (1986), společně s Františkem Šrámkem